# Шестаков, Всеволод Матвеевич
Всеволод Матвеевич Шестаков (26 ноября 1906, село Кунье, Старооскольский уезд, Курская губерния, Российская империя — 3 сентября 1968, Свердловск) — советский хозяйственный, государственный и политический деятель.

## Биография
Родился 26 ноября 1906 года в селе Кунье Старооскольского уезда Курской губернии в семье служащих. Член ВКП(б).
В 1930 году окончил Ленинградский технологический институт, инженер-технолог.
С 1930 по 1947 г. — на руководящих инженерных должностях Уралмашзавода. Как высококвалифицированный специалист внес весомый вклад в строительство, освоение гиганта тяжелого машиностроения. Так, в течение двух лет (1930—1932) работал по проектированию, строительству и пуску литейного цеха.
С 1932 по 1934 г. занимал должность заместителя начальника учебной части Уральского механико-машиностроительного института, который готовит кадры для Уралмашзавода. Одновременно был преподавателем этого вуза. В начале Великой Отечественной войны назначен инженером технического отдела по реконструкции литейных цехов в связи с организацией производства танков на УЗТМ. За выполнение оборонных заданий в годы Великой Отечественной войны был дважды награжден орденами «Знак Почета» и медалью «За доблестный труд в Великой Отечественной войне 1941—1945 гг.».
С 1947 по 1950 г. — на ответственной партийной работе на Уралмашзаводе и в Свердловском обкоме ВКП(б) — 2-й секретарь Свердловского областного комитета ВКП(б).
В 1950—1955 годах — главный металлург Уралхиммашзавода, а с 1955 по ноябрь 1962 г. — директором этого завода. Здесь он снова проявил себя как высококвалифицированный специалист и организатор производства. Он одним из первых в Свердловске организовал в 1957 г. экономическую учебу инженерно-технических работников и рабочих на Уралхиммаше. Все это приносило позитивные результаты. Так, в 1956—1961 гг. Уралхиммаш в несколько раз увеличил выпуск химического оборудования при высоком его качестве и превратился в самый крупный завод страны по этому виду машиностроительной продукции.
В. М. Шестаков напряженную руководящую работу умело сочетал с научно-исследовательской деятельностью. Им опубликовано 10 научных работ, в том числе две книги (в соавторстве): «В помощь литейщику» (7 печ. л.) и «Сборник материалов по обмену опытом литейных цехов» (4 печ. л.) Все эти работы связаны с освоением новых участков производства на Уралмаше и на Уралхиммаше.
В декабре 1962 г. по состоянию здоровья оставил должность директора завода. Он был приглашен в Уральский государственный университет им. A.M. Горького на должность и. о. доцента на кафедре экономики отраслей народного хозяйства. Ученое звание доцента ему присвоено в декабре 1964 г. С октября 1967 г. работал в Свердловском институте народного хозяйства, где возглавлял кафедру экономики, организации и планирования промышленного производства.
Умер 3 сентября 1968 года в Свердловске. Похоронен на Нижнеисетском кладбище.
Приходился дядей известному в Свердловске дирижеру Нариману Чунихину.